# TAEMIN ARENA TOUR 2019 ~X™~
《TAEMIN ARENA TOUR 2019 ~X™~》는 대한민국의 음악 그룹 샤이니의 멤버 태민의 세 번째 일본 콘서트 투어로 투어 타이틀 'X™'은 미지수 X와 태민의 이니셜 'TM'을 조합하여 태민의 트레이드 마크를 보여준다는 의미로 작명되었다. 당초 14회로 예정되어 있었으나 호응이 좋아 도쿄에서의 3회 일정이 추가되었다.

## 투어 일정
| 일정            | 도시     | 장소                                          | 관객 수       |
| --------------- | -------- | --------------------------------------------- | ------------- |
| 2019년 6월 8일  | 삿포로   | 마코마나이 세키스이 하임 아이스 아레나        | 통산 20,000명 |
| 2019년 6월 9일  | 삿포로   | 마코마나이 세키스이 하임 아이스 아레나        | 통산 20,000명 |
| 2019년 6월 15일 | 시즈오카 | 시즈오카 에코파 아레나                        | 통산 20,000명 |
| 2019년 6월 16일 | 시즈오카 | 시즈오카 에코파 아레나                        | 통산 20,000명 |
| 2019년 6월 19일 | 대판     | 오사카 성 홀                                  | 통산 26,000명 |
| 2019년 6월 20일 | 대판     | 오사카 성 홀                                  | 통산 26,000명 |
| 2019년 6월 25일 | 도쿄시   | 일본무도관                                    | 통산 22,000명 |
| 2019년 6월 26일 | 도쿄시   | 일본무도관                                    | 통산 22,000명 |
| 2019년 7월 5일  | 히로시마 | 그린 아레나                                   | 통산 20,000명 |
| 2019년 7월 6일  | 히로시마 | 그린 아레나                                   | 통산 20,000명 |
| 2019년 7월 13일 | 대판     | 오사카 성 홀                                  | 통산 26,000명 |
| 2019년 7월 14일 | 대판     | 오사카 성 홀                                  | 통산 26,000명 |
| 2019년 8월 6일  | 복강     | 마린멧세 후쿠오카                             | 통산 20,000명 |
| 2019년 8월 7일  | 복강     | 마린멧세 후쿠오카                             | 통산 20,000명 |
| 2019년 8월 10일 | 도쿄     | 무사시노노모리 종합 스포츠 플라자 메인 아레나 | 통산 30,000명 |
| 2019년 8월 11일 | 도쿄     | 무사시노노모리 종합 스포츠 플라자 메인 아레나 | 통산 30,000명 |
| 2019년 8월 12일 | 도쿄     | 무사시노노모리 종합 스포츠 플라자 메인 아레나 | 통산 30,000명 |

## 세트 리스트
- Opening VCR -
- TIGER (JP)
- Press Your Number (JP)
- One By One (KR)
- WANT (KR)
- Eclipse (JP)
- Truth (KR)
- MARS (JP)
- 미로 (Stone Heart) (KR) + Do It Baby (JP)

- VCR #2 -
- Shadow (KR)
- Into The Rhythm (JP)

- Ment -
- Colours (JP)
- 벌써 (Already) (KR)
- Artistic Groove (KR)
- Pretty Boy (KR)

- VCR #3 -
- 소나타 (Play Me) (KR)
- Drip Drop (JP)
- Slave (JP)
- I'm Crying (JP)
- いつかここで (JP/언젠가 여기에)
- 世界で一番愛した人 (JP/세상에서 가장 사랑한 사람)
- さよならひとり (JP/혼자서 안녕)

- Ment -
- HOLY WATER (JP)

- Encore -
- Famous복강 ~ 도쿄 (JP)

- Ment복강 ~ 도쿄 -
- MOVE (KR)
- What's This Feeling (JP)

- Ment -
- Danger ~ Sherlock (JP)

## 제작
- 주최 : SM 엔터테인먼트 재팬, ON THE LINE
- 후원 : 유니버설 뮤직 재팬